# Eduardo Barrichello
Eduardo Barrichello, né le 23 septembre 2001 à São Paulo, est un pilote automobile brésilien. Il a participé au championnat de Formule Régionale Europe en 2021 et 2022.

## Biographie
Eduardo Barrichello naît le 23 septembre 2001 à São Paulo. Il est le fils de l'ancien pilote de Formule 1 Rubens Barrichello. Sa mère, Silvana Giaffone Alcide, est une cousine des pilotes Affonso Giaffone et Felipe Giaffone.

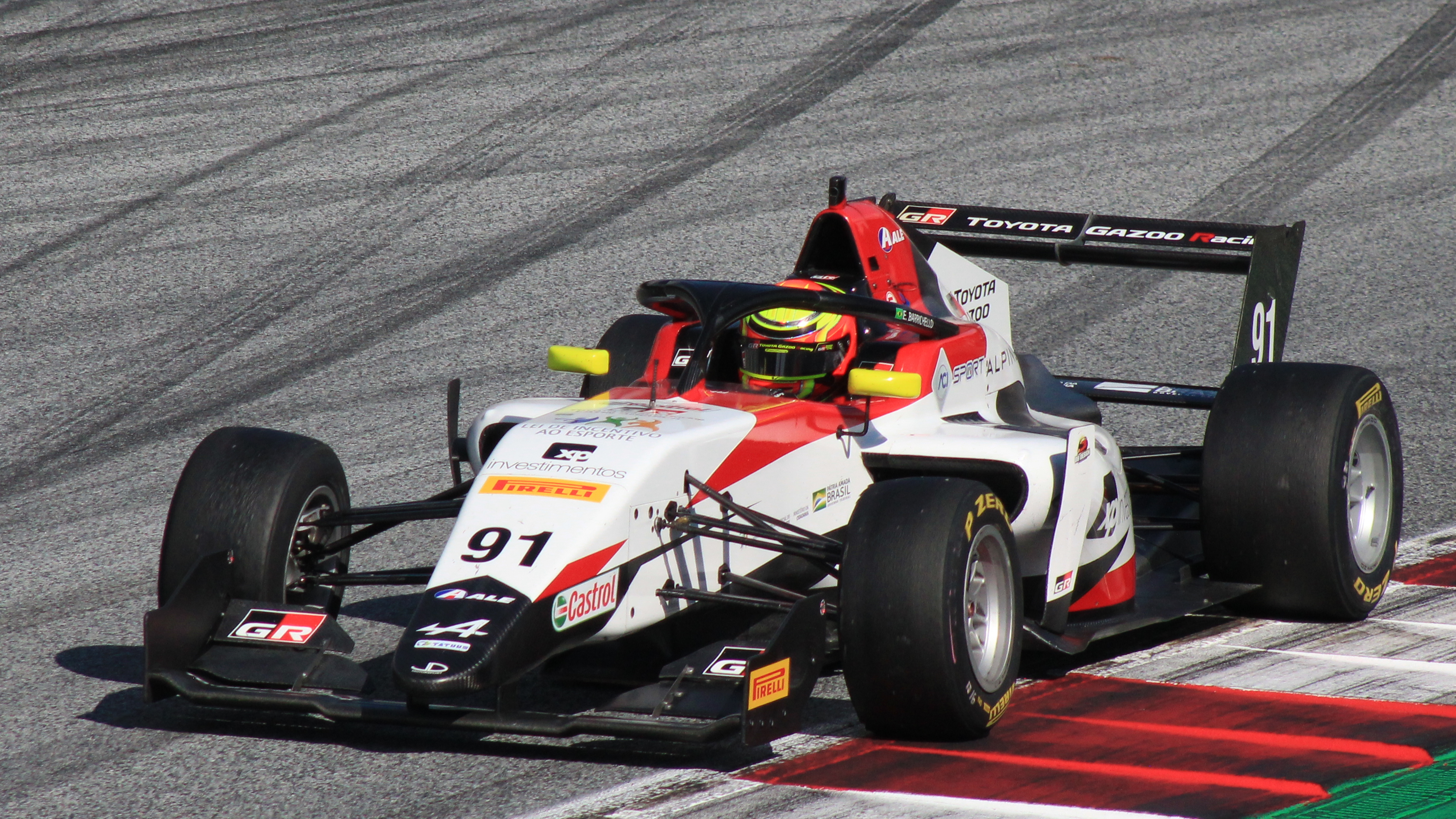
Eduardo Barrichello en Formule Régionale en 2021 à Spielberg.

Après avoir débuté le karting en 2013, à l'âge de 11 ans, il fait ses débuts en monoplace en 2018. Il commence sa carrière dans le championnat des États-Unis de Formule 4,, il termine vingtième du championnat avec 11 points. En 2020, il termine vice-champion de l'US F2000 National Championship.
Il rejoint ensuite en 2021 la Formule Régionale Européenne avec JD Motorsport. Il ne marque aucun point et doit se contenter d'une vingt-neuvième place au général. Il rejoint Arden Motorsport pour la saison 2022 où il marque des points lors de trois des quatre dernières manches, obtenant même un podium à Spa-Francorchamps. Il se classe onzième du championnat avec 51 points. En 2023, il retourne au Brésil et participe au championnat de Stock Car Brazil Series.

## Carrière

### Résultats en monoplace
| Saison    | Championnat                             | Écurie                             | Courses | Victoires | Pole positions | Meilleurs tours | Podiums | Points | Classement |
| --------- | --------------------------------------- | ---------------------------------- | ------- | --------- | -------------- | --------------- | ------- | ------ | ---------- |
| 2018      | Championnat des États-Unis de Formule 4 | DC Autosport with Cape Motorsports | 17      | 0         | 0              | 0               | 0       | 11     | 20e        |
| 2019      | US F2000 National Championship          | Miller Vinatieri Motorsports       | 11      | 0         | 0              | 0               | 0       | 151    | 11e        |
| 2019      | US F2000 National Championship          | DEForce Racing                     | 4       | 0         | 0              | 0               | 0       | 151    | 11e        |
| 2019-2020 | Championnat de Formule 4 de la NACAM    | Scuderia Martiga EG                | 2       | 0         | 0              | 0               | 1       | 15     | 19e        |
| 2020      | US F2000 National Championship          | Pabst Racing                       | 17      | 3         | 3              | 2               | 9       | 353    | 2e         |
| 2021      | Formule Régionale Europe                | JD Motorsport (en)                 | 19      | 0         | 0              | 0               | 0       | 0      | 29e        |
| 2022      | Formule Régionale Europe                | Arden Motorsport                   | 20      | 0         | 0              | 0               | 1       | 51     | 11e        |
| 2023      | Stock Car Brazil Series                 | Mobil Ale Full Time                | 21      | 1         | 0              | 0               | 1       | 140    | 21e        |